# Eupyra sarama
Eupyra sarama är en fjärilsart som beskrevs av Paul Dognin 1891. Eupyra sarama ingår i släktet Eupyra och familjen björnspinnare. Inga underarter finns listade i Catalogue of Life.